# Кузів Оксана Євстахівна
Оксана Євстахівна Золотогірська, в шлюбі Кузів (нар. 14 вересня 1946, с. Пробіжна Чортківського району, Україна) — українська вчена у галузі медицини, громадська діячка. Доктор медичних наук (1996), професор (1995). Член УЛТ (1990).

## Життєпис
Закінчила Тернопільський медичний інститут у 1971 році. 
1971—1974 — викладачка кафедри акушерства та гінекології медичного училища в м. Бережани.
Від 1974 — у Тернопільському медичному інституті: асистентка, доцентка, від 1995 — професор кафедри гістології, цитології та ембріології, водночас — заступниця декана медичного факультету (1985—1997), професор кафедри гістології, цитології та ембріології (1995—2000), патологічної анатомії з секційним курсом та судової медицини (2000—2006).
2007—2013 — професор кафедри управління персоналом і регіональної економіки Тернопільського економічного університету.
2013—2018 — професор кафедри психології у виробничий сфері Тернопільського національного технічного університету ім. Івана Пулюя.
Від 2018 р. професор кафедри патологічної анатомії з секційним курсом та судової медицини Тернопільського національного медичного університету імені І. Я. Горбачевського.

## Наукова діяльність
У 1997 році захистила докторську дисертацію на тему «Структурна основа адаптації органів імуногенезу до харчової депривації та при застосуванні ентеросорбції» за спеціальністю — 14.03.16 — гістології, цитології та ембріології.

## Доробок
Авторка понад 160 наукових праць.
Окремі праці:
- Применение антиоксидантов в острые периоды ожоговой болезни // КХ. 1980. № 3 (співавтор);
- Вплив повного тривалого голоду на неспецифічну резистентність організму // Інфекц. хвороби. 1996. № 3; Морфологія лімфоїдних органів в умовах повного голоду. Т., 1997;
- Ембріологія: Навч. посіб. Т., 1998 (співавтор);
- Морфогенез водно-електролітної міокардіопатії // Вісник наукових досліджень 2006. № 3 (співавтор).